# دستي هيوز
دستي هيوز (بالإنجليزية: Dusty Hughes)‏ هو كاتب مسرحي بريطاني، ولد في 1947.

## وصلات خارجية
- دستي هيوز على موقع IMDb (الإنجليزية)
- دستي هيوز على موقع ميوزك برينز (الإنجليزية)